# Das letzte Ufer (Roman)
Das letzte Ufer (Originaltitel: On the Beach) ist ein Science-Fiction-Roman des englischen Autors Nevil Shute.
In dem erstmals 1957 erschienenen Roman beschreibt Shute, wie ein mit Atomwaffen geführter Weltkrieg die gesamte Menschheit vernichtet. Einzig die Einwohner Australiens und die Mannschaft eines amerikanischen U-Boots entgehen der Katastrophe. Doch auch ihnen droht bald das Ende, weil radioaktiv verseuchte Wolken langsam Richtung Süden und damit direkt auf Australien zutreiben.

## Ausgaben
- Originalausgabe: On the Beach, Novel
- Deutsche Ausgabe: Rowohlt TB-Verlag, Lizenzausgabe des Benziger-Verlags (Februar 1994)
- ISBN 3-499-11968-4
- ISBN 978-3-499-11968-2

## Verfilmungen
Der Roman wurde 1959 unter seinem Originaltitel von Stanley Kramer verfilmt. Im Jahr 2000 folgte mit USS Charleston – Die letzte Hoffnung der Menschheit eine für das Fernsehen produzierte Neuverfilmung.

## Hörspielbearbeitung
Im Jahr 2008 entstand im Auftrag von BBC Radio 4 eine Hörspielfassung in zwei Episoden.
Die Erstausstrahlung erfolgte am 2. und 9. November 2008.